# Cascate di Kawazu-Nanadaru

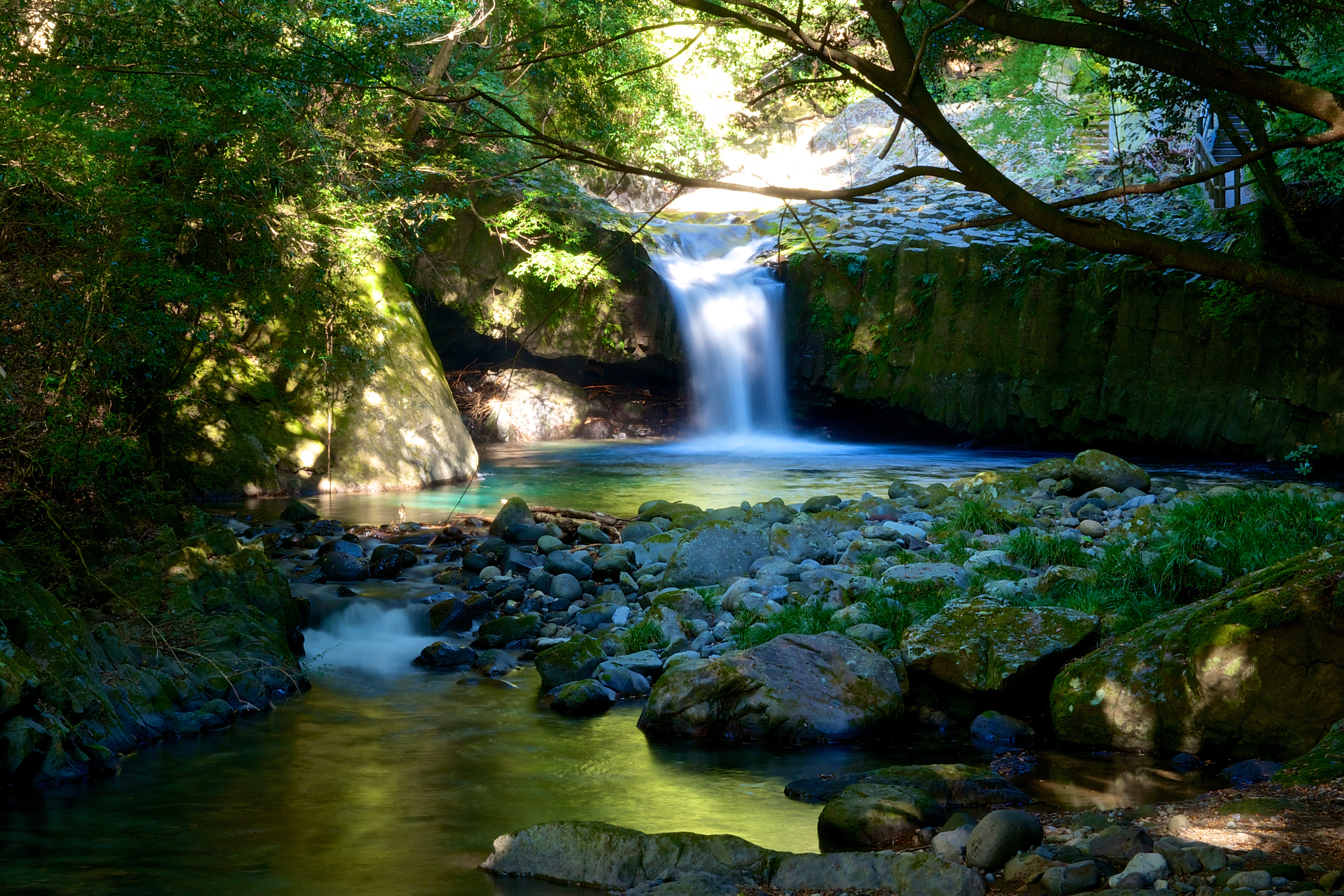
La cascata di Hebidaru

Le sette cascate di Kawazu-Nanadaru (河津七滝?) sono un gruppo di sette cascate situate a Kawazu, lungo il corso dell'omonimo fiume.
Le cascate sono sette: Oodaru (おおだる?), la quale ha un'altezza di trenta metri, Kanidaru (かにだる?), Kamadaru (かまだる?), Ebidaru (えびだる?), Hebidaru (へびだる?), Diedaru (であいだる?) e Shokeidaru (しょけいだる?) e alcune di esse hanno origine vulcanica. Nel luogo, celebre destinazione turistica, viene ogni anno svolto anche un festival in onore delle cascate. Per giungere alle cascate è necessario percorrere il ponte circolare di Kawazu-Nanadaru, conosciuto per la sua particolare forma.